# Modelización tridimensional
```

```

La modelización tridimensional es un procedimiento en el que se obtiene una estructura numérica de datos que representan la distribución en el espacio de edificaciones, terrenos u objetos, mediante una nube de puntos cuyos valores de posición son conocidos por medio de topografía, fotogrametría o teledetección. Estos pueden estar definidos en un sistema de coordenadas, que puede ser arbitrario o referido a un sistema nacional de coordenadas.
Para la creación de estos modelos, los puntos son procesados mediante un programa de diseño asistido por computadora, donde se puede visualizar su ubicación espacial con el apoyo de materiales utilizados en el trabajo de campo, tales como croquis del levantamiento o fotografías donde se indican el número de punto y el nombre que se le asignó a la hora de tomarlo.
Estos puntos generan un modelo a escala de la realidad del que se puede extraer y visualizar información con gran precisión, ofreciendo la posibilidad de manejar grandes áreas del terreno desde una computadora sin la necesidad de movilizarse al sitio.

## Tipos de modelos
Dentro de esta categoría se pueden destacar varios tipos de modelo, de acuerdo a la información que se desea conseguir:

### Modelo digital del terreno(MDT)
Describe la superficie del terreno a partir de una malla de puntos (aleatoria o regular) que ubica espacialmente los principales detalles y elevaciones, permitiendo una visión real del relieve con información de pendiente, depresiones, ríos, caminos, entre otros.
Mediante un sistema de información geográfica, se pueden superponer otras capas de información a estos modelos, lo que da la posibilidad de visualizar el tercera dimensión distintas capas de información a partir del mismo modelo.

### Modelo digital de edificios (MDEd)
Este modelo representa la superficie tridimensional de objetos y detalles realizados por el hombre que sobresalen (o se adentran) de la superficie definida por el modelo digital del terreno. Está definido por triángulos y planos verticales de los que se puede generar el área y el volumen de construcciones, permitiendo así obtener un inventario de las obras civiles presentes, dándoles a su vez seguimiento a los cambios que sufren con el tiempo.

### Modelo digital de superficie (MDS)
Envuelve y modela por totalmente la superficie tridimensional de una región (vegetación, mobiliario urbano, edificios, etc). También es entendido a veces como la conjunción de un modelo digital del terreno más un modelo digital de edificios, brindando la oportunidad de visualizar un área tal y como está consolidada en la realidad.

## Métodos para obtener los puntos

### Levantamiento topográfico
Las coordenadas de los puntos se obtienen a partir de métodos convencionales de planimetría combinada con altimetría, o dependiendo de la precisión se puede utilizar taquimetría. Las observaciones topográficas se realizan desde un polígono cuyos vértices representan los estacionamientos desde los que se tomaran los puntos que se requieren para realizar la modelización.
Por ser un método en el que se observan los puntos uno a uno, usualmente se toman los vértices de las edificaciones, los detalles más importantes y algunos puntos en el terreno; estos se procesan en un programa de dibujo en el que se unen los puntos con líneas y se genera las curvas de nivel con el fin de obtener el modelo tridimensional de los edificios y del terreno.
Un instrumento adecuado para este tipo de trabajo es la estación total, que incorpora un distanciómetro y un teodolito electrónico que permite encontrar las coordenadas de un punto a partir de la reflexión del láser en un objetivo que puede ser un prisma, una diana de puntería o directamente sobre el punto que se desea tomar.

### Fotogrametría
Utilizando el principio óptico de la estereoscopía, se utilizan pares de fotografías con un área en común (traslape) y por medio de restitución fotogramétrica se generan ortofotos en las que se puede visualizar el terreno en una tercera dimensión; de esta forma se consigue el detalle de la posición y la elevación de puntos, con el fin de crear un modelo de elevación del terreno y así extraer información en condiciones reales y a escala. 
Esta información generalmente abarca grandes extensiones de terreno, ya que se realiza con vuelos desde los cuales se toman muchas fotografías que cubren diferentes áreas que se unen en un modelo fotogramétrico que pertenece a una zona específica. 
Uno de los inconvenientes de esta técnica son las zonas de alta nubosidad, ya que a partir de cierto porcentaje de obstrucción de nubes, la información registrada en la fotografía se vuelve inútil y deja algunos sitios sin cobertura.

### Escáner láser (LIDAR)
El levantamiento con escáner 3D permite tomar nubes de puntos en cuestión de segundos, con el fin de generar polígonos para la extracción de vértices con el fin de generar modelos tridimensionales, que permiten una visualización del objeto en cualquier vista.
Esta técnica tiene la ventaja de que se registra una gran cantidad de puntos en cuestión de minutos; ese volumen de datos permite la creación de un modelo más detallado y fiel a la realidad. Las nubes de puntos conforman la forma del terreno y los objetos con la precisión de la topografía convencional pero evitando la visualización individual de los objetivos.
El escáner LIDAR también se aplica en vuelos aéreos, puede obtener detalles del terreno y edificios desde la altura cubriendo grandes áreas y logrando un modelo tridimensional casi de forma inmediata. 

## Aplicaciones
- Obtención de modelos digitales del terreno que pueden manejarse como capas con un Sistema de información geográfica y sobreponer información que también podrá visualizarse en tercera dimensión gracias a este modelo.

- Análisis visual y matemático de la topografía, paisaje y geoforma para trabajos de ingeniería cuyo diseño depende de estas características.

- Determinación de una zonificación y usos de los terrenos conforme resulte adecuado según las particularidades definidas con el modelo.

- Cálculos de parámetros importantes como las pendientes que pueden aplicarse al modelado de procesos hidrológicos y de erosión del suelo.

- Identificación de zonas de amenaza por desastres naturales considerando la topografía y los usos del suelo, con el fin de implementar planes de emergencia.

- Registro y reconstrucción de edificios históricos, artefactos y artefactos arqueológicos, como una herramienta para la conservación del patrimonio cultural.